# Myszoskoczka synajska
Myszoskoczka synajska, myszoskoczka jasna (Gerbillus floweri) – gatunek ssaka z podrodziny myszoskoczków (Gerbillinae) w obrębie rodziny myszowatych (Muridae).

## Zasięg występowania
Myszoskoczka synajska występuje po obu stronach doliny delty Nilu i półwyspu Synaj, w północnym Egipcie, na pustyni Negew i przybrzeżnych równinach południowego Izraela i Palestyny.

## Taksonomia
Gatunek po raz pierwszy zgodnie z zasadami nazewnictwa binominalnego opisał w 1919 roku brytyjski zoolog Oldfield Thomas, nadając mu nazwę Gerbillus floweri. Holotyp pochodził z Wadi Hareidin, kilka mil na południe od Arisz (około 31°N 34°E/31,000000 34,000000), w skrajnie północnym Synaju, w Egipcie. 
G. floweri uważany był wcześniej za podgatunek G. pyramidum, by później zostać uznany jako ważny gatunek. Niedawna rewizja kompleksu gatunkowego G. pyramidum przy użyciu filogenezy mtDNA potwierdziła ważność G. floweri z G. perpallidus jako młodszy synonim; zachodzi potrzeba dalszych badań taksonomicznych rodzaju. Autorzy Illustrated Checklist of the Mammals of the World uznają ten takson za gatunek monotypowy.

### Etymologia
- Gerbillus: fr. gerboa lub jerboa „myszoskoczek”, od arab. ‏جَرْبُوع‎ jarbū „mięśnie grzbietu i lędźwi”; łac. przyrostek zdrabniający -illus[9].
- floweri: mjr Stanley Smyth Flower (1871–1946), British Army, zoolog, doradca Muzeum Zoologicznego w Bangkoku w latach 1896–1898, dyrektor Egyptian Zoological Service w latach 1898–1924[10].

## Morfologia
Długość ciała (bez ogona) 95–130 mm, długość ogona 130–158 mm, długość ucha 14–18 mm, długość tylnej stopy 31–38 mm; masa ciała 26–63 g. 

## Ekologia
Myszoskoczka synajska występuje na skalistych obszarach pustynnych, piaszczystych wybrzeżach, w dolinach rzek porośniętych trawami, gajach palmowych i na terenach rolniczych.

## Populacja
Jest to gatunek najmniejszej troski, gdyż na obszarze występowania jest pospolity i jego populacja jest stabilna. Do 2004 był uznawany za gatunek krytycznie zagrożony, na podstawie zaniżonej oceny zasięgu. Nie są znane bezpośrednie zagrożenia dla tego gatunku.